# Martin J. S. Rudwick
 (octobre 2012).
Martin J. S. Rudwick (né en 1932) est un professeur émérite d'histoire à l'université de Californie à San Diego et un chercheur associé au département d'histoire et de philosophie des sciences de l'université de Cambridge. Il est principalement spécialisé sur l'histoire des sciences de la terre et a reçu la médaille Sue Tyler Friedman en 1988. Rudwick fut également le lauréat 2007 de la médaille George Sarton de l'History of Science Society.